# ジェラルド・ハドソン・シルバ
ジェラルド・ハドソン・シルバ（Gerald Hudson Silva、1929年12月18日 - 1999年10月22日）は、スリランカの眼科医である。

## 経歴・人物
コロンボに生まれ、セイロン大学（現在のスリランカ大学）に入学する。在学中は医学部に属し、白内障患者への角膜移植の手術に立ち会ったことによりアイバンク運動を始めた。これによってシルバの実母の死後に彼女の角膜を移植したことで、国内でのアイバンク運動が拡大し1964年にはスリランカで世界初のアイバンク団体が設立される。
その後は医学博士を取得した後故郷で眼科医院を開業し、後に世界各国の盲人への救済のために国際アイバンク理事長を務めた。また日本でのアイバンク運動の推進のために来日し、1984年（昭和59年）に吉川英治文化賞を受賞した。